# 아르한겔스크주

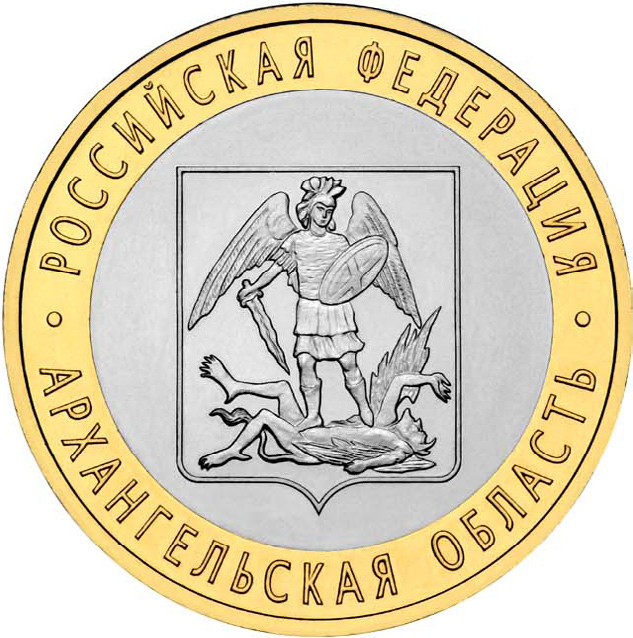
러시아 은행이 연방주체들을 기리며 발행한 기념 10루블 주화의 뒷면에는 아르한겔스크 주를 기리는 10루블 주화가 표시되어 있다.(2007년) 러시아 은행의 10루블 동전에 있는 그 지역의 문장.

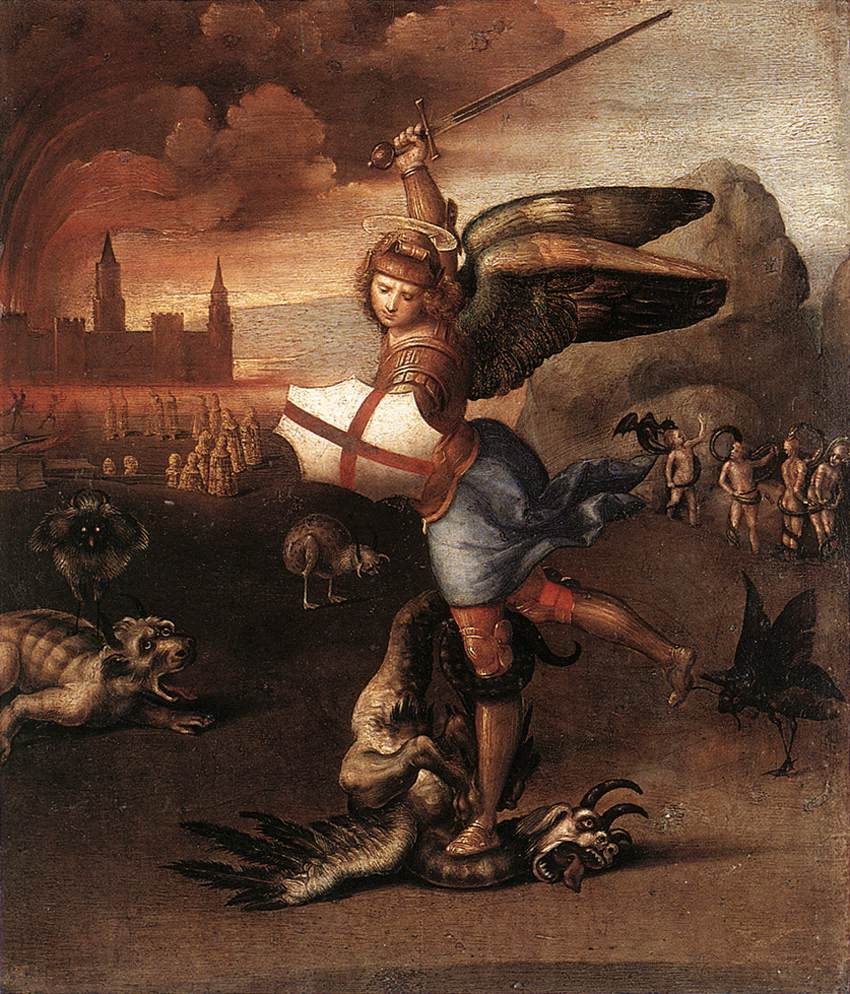
라파엘로의 그림 속 대천사 성 미카엘. 악마가 대천사에게 짓밟히는 것은 가톨릭과 정교회 묘사 모두에서 대천사의 공통된 속성이다.

아르한겔스크주(러시아어: Архангельская область 아르한겔스카야 오블라스티, IPA: [ɐrˈxanɡʲɪlʲskəjə ˈobɫəsʲtʲ])는 러시아의 연방주체 (주)다. 여기에는 제믈랴프란차이오시파 제도와 노바야제믈랴 제도의 북극 군도와 백해의 솔로베츠키 제도가 포함된다. 아르한겔스크주는 또한 네네츠 자치구(NAO)에 대한 행정 관할권을 가진다. 네네츠를 포함한 아르한겔스크주의 면적은 587,400 제곱킬로미터 (226,800 mi2)이다, 유럽에서 제1차 행정 구역 중 가장 큰 규모다. 2010년 인구 조사에 따르면 인구 (네네츠 자치구 포함)는 1,227,626명이었다.
2021년 인구 조사에 따르면 인구가 301,199명인 아르한겔스크의 도시, 주의 행정수도다. 2번째로 큰 도시는 근처의 세베로드빈스크로, 러시아 해군의 주요 조선소인 세브마시가 있다. 이 주에서 가장 오래된 인구 밀집 지역으로는 홀모고리, 카르고폴, 솔비체고드스크가 있다.; 러시아 정교회 수도원은 여러 개가 있는데, 그중에는 안토니예프 시스키 수도원과 백해에 있는 솔로베츠키 제도의 세계문화유산이 있다.
플레세츠크 우주 기지는 러시아에 있는 3 개의 우주기지 중 하나다(나머지 2개는 아스트라한의 카푸스틴 야르와 오렌부르크의 야스니다).

## 지리
동유럽 평원 북쪽에 위치해 있다. 백해, 바렌츠해, 페초라 만, 카라해에 접해 있다.

### 시간대
모스크바 시간 (MSK/MSD)에 접해 있다. UTC와의 시차는 +0300 (MSK)/+0400 (MSD)이다.

## 행정 구역

### 군
- 카르고폴스키 군 (Каргопольский)
- 홀모고르스키 군 (Холмогорский)
- 코노시스키 군 (Коношский)
- 코틀라스키 군 (Котласский)
- 크라스노보르스키 군 (Красноборский)
- 렌스키 군 (Ленский)
- 레시콘스키 군 (Лешуконский)
- 메젠스키 군 (Мезенский)
- 냔돔스키 군 (Няндомский)
- 오네시스키 군 (Онежский)
- 피네시스키 군 (Пинежский)
- 플레세츠키 군 (Плесецкий)
- 프리모르스키 군 (Приморский)
- 셴쿠르스키 군 (Шенкурский)
- 솔로베츠키 군 (Соловецкий)
- 우스티야노프스키 군 (Устьяновский)
- 벨스키 군 (Вельский)
- 베르흐네토옘스키 군 (Верхнетоемский)
- 빌레고츠키 군 (Вилегодский)
- 비노그라도프스키 군 (Виноградовский)

### 섬
- 프란츠요제프 제도 (프란차이오시파 제도) (Земля Франца-Иосифа)
- 노바야제믈랴 섬 (Новая Земля)

### 도시
- 아르한겔스크
- 코랴슈마
- 코틀라스
- 미르니
- 노보드빈스크
- 세베로드빈스크

## 인구
| 연도                | 인구      | ±%      |
| ------------------- | --------- | ------- |
| 1897                | 346,536   | —       |
| 1926                | 429,184   | +23.8%  |
| 1939                | 1,199,200 | +179.4% |
| 1959                | 1,267,186 | +5.7%   |
| 1970                | 1,401,289 | +10.6%  |
| 1979                | 1,467,069 | +4.7%   |
| 1989                | 1,570,256 | +7.0%   |
| 2002                | 1,336,539 | −14.9%  |
| 2010                | 1,227,626 | −8.1%   |
| 2021                | 978,873   | −20.3%  |
| Source: Census data |           |         |